# Répertoire grégorien
Le répertoire grégorien est un vaste répertoire de chants religieux, qui joue un rôle majeur dans l'histoire du christianisme en Occident. Il constitue encore aujourd'hui le répertoire officiel de l'Église catholique romaine, mais sa pratique effective dans un contexte liturgique s'est réduite au cours des derniers siècles.

## Choix des chants liturgiques

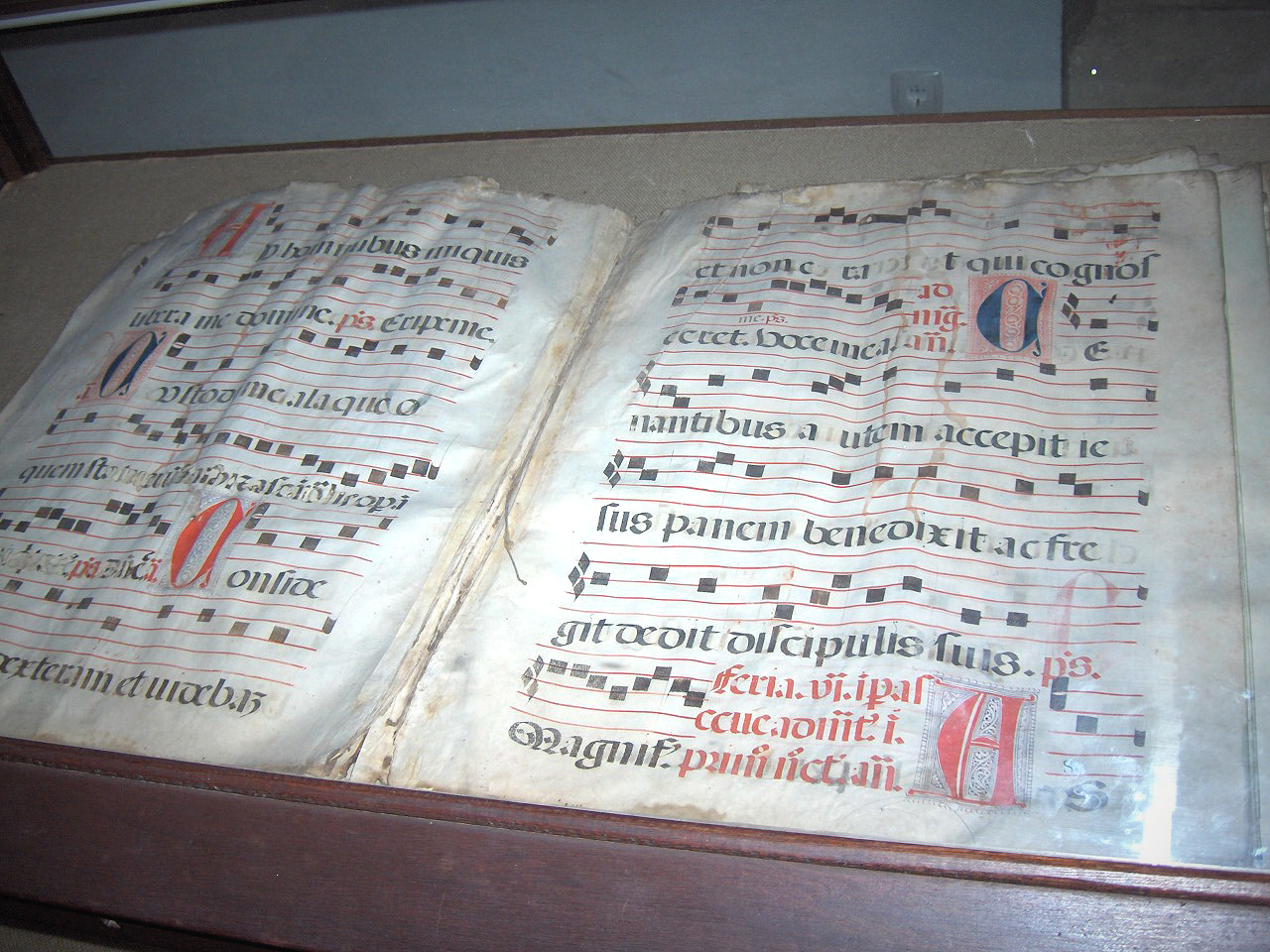
Chant grégorien

En théorie, les chants qui sont interprétés dans une cérémonie donnée (Messe, Vêpres, ...) ne sont pas choisis librement dans un répertoire, mais sont déterminés précisément en fonction du jour de l'année liturgique (parfois pour tout un temps liturgique), et du moment dans le déroulement liturgique.
Seul le texte des chants est invariable. Les choix des mélodies, déterminé par les livres liturgiques, est un usage préconisé et officiel, mais n'est pas strictement obligatoire. Ceci vaut pour le « propre » (textes du jour) et pour l'« ordinaire » (textes utilisés à toutes les cérémonies).
La modification ou l'omission de tout le reste du répertoire liturgique de la messe fait l'objet d'une interdiction formelle qui a été rappelée à maintes reprises au cours du XXe siècle dans plusieurs documents, dont la Constitution Sacrosanctum Concilium (4 décembre 1963) du Concile Vatican II : « C'est pourquoi absolument personne d'autre, même prêtre, ne peut, de son propre chef, ajouter, enlever ou changer quoi que ce soit dans la liturgie ».
Ceci concerne toute la messe, y compris les chants du propre et de l'ordinaire, et ne connaît aucun dérogation.

## Livres grégoriens

### Graduel
Le Graduel est le recueil des chants à utiliser pour la Messe.

### Kyriale
Le Kyriale est un extrait du Graduel, qui ne contient que les chants communs de la Messe. Une première série est groupée par type de messe: Kyrie, Gloria, Sanctus, Agnus Dei, et Ite final. Les autres chants ordinaires peuvent être choisis ad libitum : Credo, Pater.

### Antiphonaire
L'Antiphonaire est le recueil des chants pour l'office de jour.

### Nocturnal
Le nocturnal est le complément de l'antiphonaire, pour les offices de nuit. Une première version en a été publiée en 2002, sur une initiative privée, s'adressant aux communautés célébrant sous le rite "de St Pie V".
- Nocturnale Romanum,

### Responsorial
Le 'Responsorial est le recueil des répons prolixes utilisés pendant l'office des lectures (office de nuit) constitue une forme musicale du répertoire liturgique chrétien primitif. Le peuple chante de courts refrains (fredons, ritournelles) en réponse (responsus) au récitatif ou à l'invitatoire du ou des chantres solistes. C'est dans ce livre qu'on trouve:
- Le psaume invitatoire, ses tons et ses antiennes ("antienne invitatoire" du propre).
- Des hymnes et antiennes (six par nocturnes) spécifiques à l'office des lectures.
- Les répons prolixes (trois par nocturne).

Les éléments du propre sont classiquement ordonnés en "du Temps", "des Saints" et "Communs".
Les "Tons communs" comprennent (outre l'invitatoire) les tons communs des lectures et répons brefs, habituellement présents dans l'antiphonaire, mais également les tons communs des versets V/. Gloria Patri des répons prolixes et les Alléluias de temps pascal associés, qui sont spécifiques à cet office.
- Liber responsorialis (pro festis i.[= primi] classis et communi sanctorum, juxta ritum monasticum[1]) : Solesme, 1895.

### Processional
Le processional est un recueil de Répons prolixes et d'antiennes, utilisés dans les processions du rite monastique.
- Processionale monasticum : Solesmes 1893. Une réédition partielle avec ajout des neumes cursifs de St Gall en a été faite en 1983  (ISBN 2-85274-080-X).
- Processionarium S.O.P., Rome, 1930. (Ce processional Dominicain contient également de nombreuses fonctions liturgiques, et les règles pour le chant grégorien).

## Quelques pièces grégoriennes

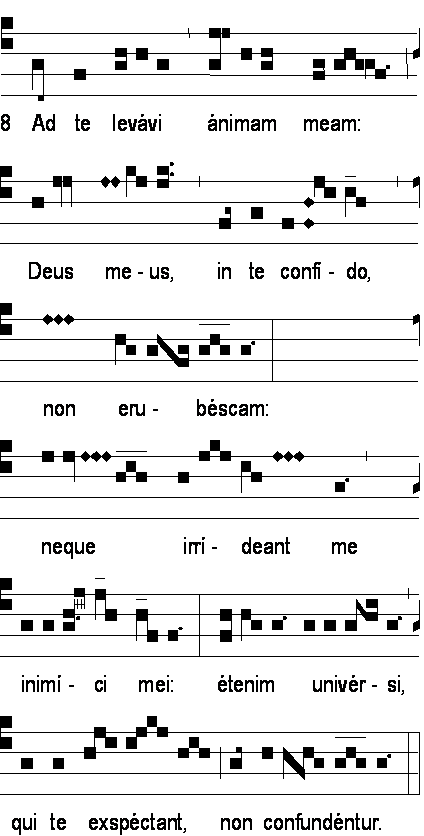
Ad Te Levavi, introït du premier dimanche de l'Avent, qui ouvre l'année liturgique.

- Ad te levavi, introït du premier dimanche de l'Avent, qui ouvre l'année liturgique
- Ave Regina, se chante du 2 février à Pâques, à la fin de l'office de Complies.
- Justus,  graduel de la fête de saint Joseph.
- Attende, Domine, chant de pénitence qui peut se chanter pendant tout le Carême.
- Pueri hebraeorum, antienne de la procession des Rameaux.
- Christus factus est, graduel du Jeudi saint.
- Tenebrae factae sunt, répons des matines du Vendredi saint.
- Sicut cervus, trait de la veillée pascale, à la fin des lectures.
- Regina Cœli, se chante de Pâques jusqu'à la Pentecôte, à la fin de l'office de Complies.
- Spiritus Domini, introït du dimanche de la Pentecôte.
- Alleluia V/. Veni Sancte Spiritus, alléluia du dimanche de la Pentecôte.
- Virgo prudentissima, antienne du Magnificat pour les premières vêpres de l'Assomption.
- Placare (Hymne des premières vêpres de la Toussaint.
- Rorate cæli, chant de méditation qui peut se chanter pendant l'Avent.
- Hodie Christus natus est, antienne du Magnificat aux vêpres de Noël.

## Liens
- (fr) Académie de Chant grégorien (Belgique): Répertoire des pièces grégoriennes
- (fr) Centre grégorien Saint Pie X - Formation au chant grégorien
- (fr) Una Voce France : Portail consacré au chant grégorien: revue, émissions, boutique en ligne, formations